# Rhinonicteris aurantia
Genre
Espèce
Répartition géographique
Statut de conservation UICN

 LC  : Préoccupation mineure
Rhinonicteris aurantia est une espèce de chauves-souris, la seule du genre Rhinonicteris.